# 雙截龍再臨
《雙截龍再臨》是一款由日本電子遊戲開發商Yuke's開發，由亞克系統即將於2025年10月23日，在PlayStation 4、PlayStation 5、Xbox One、Xbox Series X/S和Windows（Steam）平台所發售的3D清版动作游戏。

## 外部連結
- 雙截龍再臨 | ARC SYSTEM WORKS （页面存档备份，存于）